# 절강 편씨
절강 편씨(浙江片氏)는 절강성을 본관으로 하는 한국의 성씨이다. 시조는 편갈송(片碣頌)이며, 그는 정유재란 때 명나라 제독중군으로 조선에 동래 하였다.

## 역사
시조는 편갈송(片碣頌)이며, 그의 자(字)는 경수(景修), 호(號)는 모헌(慕軒)이다. 중국 당나라 황족 외척의 후손이라고 한다. 명나라 신종 조에 어양총절사가 되었고 임진왜란 때 동정명군총병사, 정유재란 당시, 제독군문섭병부상서중군제독으로 큰 공을 세웠다. 전란이 끝난 후 간신 정응태의 무고로 귀국하지 못하고, 경주시 금오산에 들어가 은거하였다. 이 소식을 들은 아들 편풍세, 편풍원, 편산보 3형제가 금오산으로 가서 아버지를 봉양하고자 하였으나, 이미 세상을 등진 후였다. 아버지를 안장한 후 편풍세와 편풍원은 전라도 나주시로, 편산보는 전라도 만경읍으로 가서 세거하였다.
편갈송의 선조는 절강 사람으로 고조 할아버지 편지는 명나라에서 태자태사를 역임했으며 원래는 당나라 황실의 이씨의 종친이었으나 임금에 대한 충정을 인정받아 일편단심의 편자를 성으로 하사 받았으며 증조 할아버지 편일은 절강백에 봉해졌다고 한다. 주자의 청년 시절부터 10년간 스승인 이통(이연평) 또한 선조이다. 이통은 주희(주자)의 7년간의 대화와 서신을 기록한 연평답문 등을 남겼으며, 주자는 이통을 배향하였다, 이통은 나중에 공자묘에 배향된다. 주자는 "연평 선생님이 돌아가시고 나는 돌아갈 곳이 없는 처참한 심정이 되었고, 나의 깨달음을 연평(이통) 선생에게 묻지 못함이 한이 된다."라고 하였다.
시조 편갈송은 울산 서생포 창표당에 배향되었으며, 200여 년이 지나 공적이 전해지지 않는 것을 안타깝게 여긴 전라도 유림의 계청으로 나주에 감명사를 세워 공을 기렸다. 편갈송은 임진왜란과 정유재란 때 평양성과 전주성을 되찾고, 남원과 해남군을 포함한 전라도 지역과 경주를 수복하고 울산 서생포왜성을 탈환하였다. 충청도 직산면 소사평에 세워진 〈흠차 병부상서 총독 제독군문 편갈송 승첩비〉와 《문소만록》에는 편갈송의 직산전투 승리가 기록되어 있다. 소사평 전투에서 여섯 번 연속으로 승리한 어양부대가 편갈송의 군대이다. 조선에 있던 조명 연합군의 승첩비는 일제가 모조리 뽑아 버렸다. 편갈송은 동정명군총병사로 이만오천여 병력의 절강군을 이끌고 참전한다. 마지막까지 조선에서 왜적과 싸우고 돌아가지 못한 명장들의 이름이 새겨진 동정승첩비문
중군 제독 편갈송 휘하의 중군 수군 이천상 양천윤 노득 복일승 진잠 등은 이순신 장군과 함께 싸운 것으로 기록되어 있다. 이순신 장군 친필 간찰을 보면 명나라 수군들의 활동을 긍정적으로 평가하고 있다. 나중에 온 진린에 대한 평가와는 상반된다.
임진왜란 정유재란에서 공을 세워 선조의 친서를 받고 조선에 머물며 쓴 편갈송의 시는 다음과 같다.
우연히 처음으로 발디딘 이 땅, 해 돋는 동해가 바로 저긴데 끝없이 일렁이는 큰물결 작은 파도 억겁의 세월에 밀려왔는가 서북쪽엔 산들이 줄을 이으니 하늘 끝이 여기인가 의심스럽고 동남으론 바닷물이 하도 높으니 땅덩이가 그 위에 떠있는 것 같으이

역대 인물의 사적을 모아놓은 책인 《금고실기》 1905년(광무 9)규장각본의 충훈에 편갈송이 실려있고, 철종 때 편갈송의 업적을 집대성한 《동원기략》이 있다. 도쿠토미 소호가 임진왜란을 연구하려고 참고했던 조선의 책 목록에 동원기략이 존재한다.

## 본관
절강은 중국 동남부 동해 연안에 위치하고 있으며, 양자강 하류의 남부를 점하고 있다. 전당강에 의하여 동서로 나누어지고 항주를 성도로 하고 있다. '성씨의 발생사 및 씨족별 인물사'의 저자인 족보학자 편홍기에 의하면, 대한민국의 성씨 250개 중 130개가 중국에 기원을 두고 있다고 한다.

## 인물
- 편동우
- 편영표(片永標, 1586년 ∼ 1638년): 조선 중기의 의병. 자는 형지이고, 호는 소은이다. 도독 편갈송의 손자이며, 명나라 영안태부 편풍원의 아들이다. 효성이 지극하고 담력이 있었다. 병자호란이 일어나자 종형인 편성대는 화순에서 인조가 남한산성으로 피난하였다는 소식을 듣고서는, 황은에 보답할 기회라 여겨 나주목사 오준의 군량조달 약속을 받고 의병을 모집하였다. 의병을 금성산에서 훈련한 후에 종형과 함께 청주로 진군하였을 때, 강화 소식을 듣고는 “하늘을 차마 볼 수 없다. 어찌 원수들과 한 하늘 아래 살겠는가” 하고 칼을 빼어 자결하였다. 충청도, 전라도에서 계청하여 병조참의로 추증되고 선무원종공신으로 녹훈되었다.
- 편성대(片成大, 1605년 ∼ 1673년): 조선 중기 의병. 자는 형복이고 호는 은림이다. 전라도 나주군 내동 출신이다. 조부는 편갈송이며, 부친은 편풍세이다. 1636년(인조 14) 병자호란이 일어나 근왕병을 모집한다는 격문을 보고 의병장 조수성을 찾아갔다. 이에 조수성은 그를 훈련대장 겸 독전군관에 임명하여 5만여 의병을 훈련하게 하였다. 의병을 이끌고 북상하다 청주 서평원에서 청나라 군대를 참살하여 전공을 세웠다. 조선 인조가 항복하였다는 소식을 듣고 통곡하며 자결하려 했으나 뜻을 이루지 못하였다. 이후 전라도 화순에 은거하면서 '대명일월'을 좌우명으로 삼고 은거하다가 향년 69세로 세상을 떠났다. 사후 이조참판에 추증되었다.
- 편운태(片雲泰): 조선 후기 유학자. 문과에 급제하여 지평이 되었으나, 벼슬에 뜻이 없어 향리로 돌아와 후학을 가르치는 데 힘을 쏟았다.
- 편좌언(片佐彦): 조선 고종 때 정평부사, 함안군수
- 편호익(片鎬翊): 조선 말기 유생‧의열. 자는 기준이고, 호는 모명재이다. 지평인 편운태의 현손이다. 여력재 장헌주의 아래에서 공부하였고, 충정공 민영환, 면암 최익현 등과 교유하였으며, 수질로 호조참판을 받았다. 학문과 덕행이 높아서 사림의 추중을 받았다. 일제가 강제로 대한제국을 병합하자, 주야로 통곡을 하고 음식을 전폐하다가, 흰 옷을 입고 흰 띠를 한 채 약을 먹고 자결하였다.
- 편군선(片君善): 의병들을 이끌고 투쟁을 벌이다가 피체되어 1910년 3월 교수형으로 순국한 충북 괴산 출신의 의병장. 건국훈장 애국장을 받았다.
- 편강렬(片康烈, 1892년 ~ 1929년): 독립운동가
- 편무경(片茂景, 1893년 ∼ 1961년): 독립운동가
- 편혜영(片惠英, 1972년 ~ ): 소설가

## 족보
- 계유보: 1873(조선 고종 10년)
- 갑진보: 1904(조선 고종 41년)

## 인구
편(片)씨의 인구 분포를 보면, 경상북도 김천시·성주군·문경시 등지에는 전라남도 나주시에서 이주해 온 종파의 6세 후손 약 160세대, 서울특별시에는 90년 전 황해도 연안군에서 이주해 온 13세의 후손, 충청남도 서산시·공주시·홍성군·당진시 등지에는 5세의 후손, 전라남도 나주시·무안군·함평군·영광군 등지에는 2 ·3 ·4세의 후손 약 300여 명이 거주하고 있다. 1930년도 국세조사 당시 북한에는 황해도 평산 ·신계 ·송화, 평남 평양 ·안주 ·영변 등지에 몇 가구씩 산재해 있었다.
편씨는 2000년 대한민국 통계청 조사에서 경주, 금강, 김천, 나주, 남양, 대전, 만경, 밀양, 보은, 석강, 세종, 수원, 순천, 신광, 안성, 양주, 언양, 영해, 의령, 이천, 인천, 장성, 전주, 절강, 정선, 창원, 통진, 평해, 해주, 홍주 등 총 29개 본관에 인구는 14,675명이었다. 이 중 절강 편씨는 10,678명이다.

## 같이 보기
- 한국의 외래 귀화 성씨
- 영양 천씨
- 소주 가씨
- 상곡 마씨
- 강음 단씨
- 절강 장씨